# Dhawa
Dhawa (nep. धावा) – gaun wikas samiti w zachodniej części Nepalu w strefie Gandaki w dystrykcie Gorkha. Według nepalskiego spisu powszechnego z 2001 roku liczył on 846 gospodarstw domowych i 4040 mieszkańców (2225 kobiet i 1815 mężczyzn).